# HD 101584
HD 101584 är en dubbelstjärna i södra delen av stjärnbilden Kentauren, som också har variabelbeteckningen V885 Chamaeleontis. Den har en minsta skenbar magnitud av ca 7,0 och kräver åtminstone en stark handkikare eller ett mindre teleskop för att kunna observeras. Baserat på parallax enligt Gaia Data Release 3 på ca 0,55 mas, beräknas den befinna sig på ett avstånd på ca 6 000 ljusår (ca 1 830 parsek) från solen. Andra källor anger ett avstånd av 1 800 till 5 900 ljusår. Den rör sig bort från solen med en heliocentrisk radialhastighet på ca 11 km/s.

## Egenskaper
Primärstjärnan HD 101584 A är en blå till vit superjättestjärna av spektralklass A6 Ia. Den har en massa som är 0,5 - 1 solmassa, en radie som är ca 19 solradier och har ca 400 – 5 000 gånger solens utstrålning av energi från dess fotosfär vid en effektiv temperatur av ca 8 500 K. Stjärnan är antingen en post-AGB-stjärna, men mer sannolikt en post-RGB-stjärna.
Följeslagaren är en röd dvärg eller möjligen en vit dvärg med låg ljusstyrka, som kretsar kring primärstjärnan med en period av 150-200 dygn. Konstellationen är omgivet av en långsamt roterande stoftskiva, troligen orienterad face-to-face mot solsystemet, och en storlek på cirka 150 astronomiska enheter.

## Variabilitet
International Variable Star Index säger att stjärnan varierar mellan visuell magnitud 6,90 och 7,02, med en period av 87,9 dygn. Koen och Eyer upptäckte dock, i stjärnans Hipparcosdata, en variation av stjärnans ljusstyrka med en period på 6,744 dygn och en amplitud på endast 0,02 magnituder.

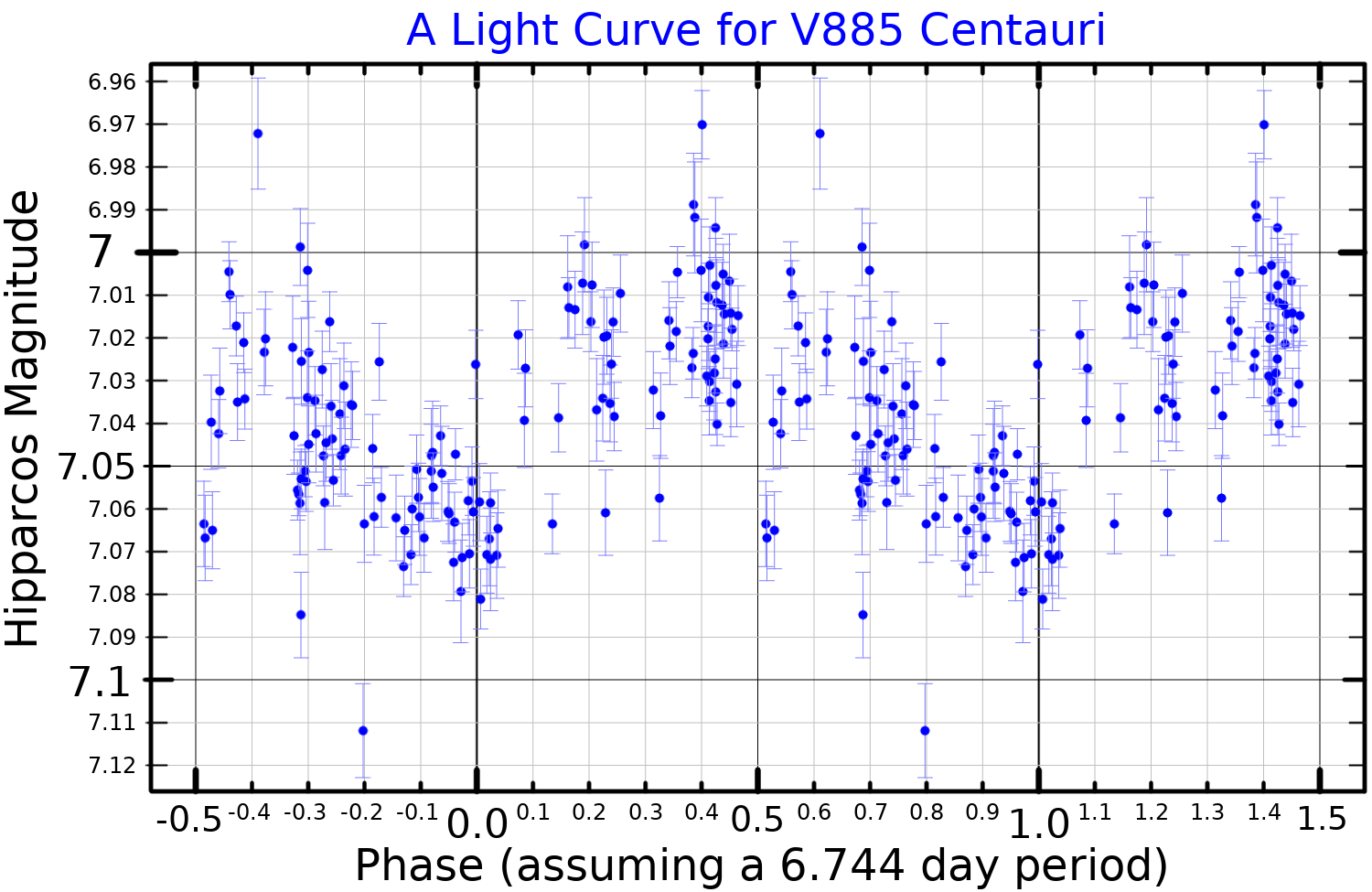
En ljuskurva i för V885 Centauri, plottad från Hipparcos-data.

## Nebulosan

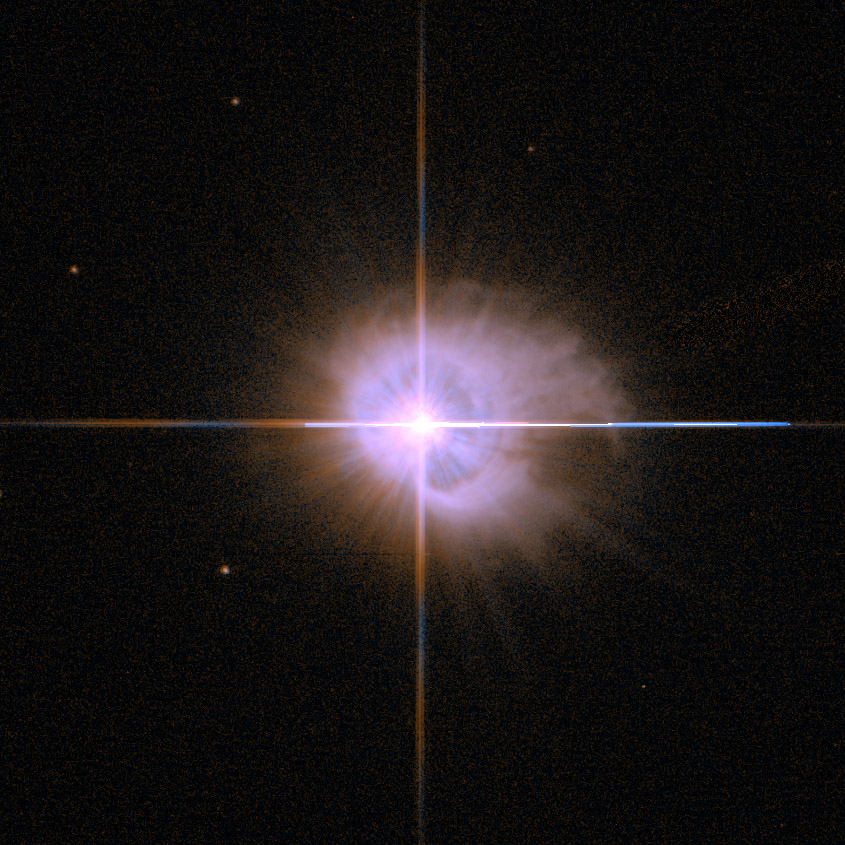
HD 101584 och den omgivande nebulosan, sedd av Hubbleteleskopet

Bilden från rymdteleskopet Hubble visar en diffus omgivande miljö med en cirkulär ring runt HD 101584. ALMA kartlade nebulosan runt HD 101584 och kunde kartlägga regionen nära den centrala dubbelstjärnan. Nebulosan består av en central kompakt källa, en ekvatorial densitetsökring (skiva), ett bipolärt utflöde med hög hastighet och en timglasstruktur som omger utflödet. Utflödet når en maximal hastighet på cirka 150 km/s och lutar mot siktlinjen med 10 +10−5°. Det finns bevis för ett andra bipolärt utflöde med en annan orientering än det stora utflödet. Den inre skivan, uppvärmd till 1 540 K, har för närvarande sublimerats av stjärnans ökande ljusstyrka.